# Podochytrium dentatum
Podochytrium dentatum är en svampart som beskrevs av Longcore 1992. Podochytrium dentatum ingår i släktet Podochytrium och familjen Chytridiaceae.   Inga underarter finns listade i Catalogue of Life.